# ملعب دوس كوكويروس
ملعب دوس كوكويروس هو ملعب متعدد الاستخدام يقع في لواندا عاصمة أنغولا . غالبا ما يتم استخدامه لمباريات كرة القدم . يسع لجلوس 12 ألف متفرج . يعتبر الملعب الرسمي الذي يخوض فيه منتخب أنغولا مبارياته الدولية .